# روزي هاريس
روزي هاريس (بالإنجليزية: Rosie Harris)‏ (12 يوليو 1925، كارديف في المملكة المتحدة)؛ روائية بريطانية-ويلزية.